# Веселовка (Федоровський район)
Весело́вка (рос. Веселовка, башк. Веселовка) — присілок у складі Федоровського району Башкортостану, Росія. Входить до складу Денискинської сільської ради.
Населення — 233 особи (2010; 226 в 2002).
Національний склад:
- чуваші — 98%